# Époisses
Époisses là một xã ở tỉnh Côte-d’Or trong vùng Bourgogne-Franche-Comté, phía đông nước Pháp. Xã Époisses nằm ở khu vực có độ cao trung bình 266 mét trên mực nước biển.
Thị trấn nổi tiếng với sản phẩm pho mát.